# 大武神王

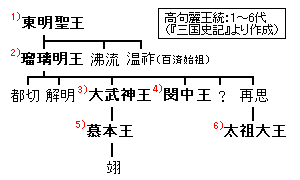
三国史记中的高句丽世系

大武神王（？—44年），姓高（韓語：고）名無恤（韓語：무휼）又名武恤、莫來（막래）。他是高句麗第三代君主，琉璃王的第三子，由松氏所生。在琉璃王逝世後，於公元18年繼任為高句麗的君主。有關大武神王的記載，主要見於《三國史記》。

## 生平
無恤是一位很有作为的君王。在他還是王子時，就曾於公元13年在鶴盤嶺擊敗進犯的東扶餘軍隊。之後在他繼位後的26年间，不断以武功开拓四方。在南向攻打乐浪郡、北方抗拒東扶餘兼并吞食的斗争中，大武神王再次做出了一个历史性的选择，避开漢与扶餘，将高句麗拓展的方向转向毗连的朝鲜半岛北部丘岭山地。
公元22年，大武神王5年，杀東扶餘王帶素，而未灭其国。公元28年，東漢遼東郡太守发兵讨伐高句麗。高無恤退入国都附近的丸都山城（今集安市西之山城子）据守。漢军围困了三个月，高句麗人粮食将尽，高無恤急中生智，以犒军为名，派人送酒和捉到的鲤鱼給遼東太守。太守以为城中粮草充足，只好退兵。高句麗躲过了第一次几乎亡国的厄运。
据《三國史記》记载，公元37年大武神王向鴨綠江南的樂浪郡发动进攻，一度占据。七年后，光武帝派兵渡海收复了樂浪，阻止了高句麗的扩张，并划定朝鲜半岛上的薩水（今清川江）以南地区归東漢直辖，以北属高句麗统领。此后高無恤逐渐将领地扩大到鴨綠江南岸，这一有远见的举措开创了日后高句麗进一步发展的新局面。

## 家庭

### 妻妾
- 元妃大室氏，生慕本王
- 次妃解氏

### 子女
- 慕本王解憂，元妃所生
- 好童，次妃解氏所生

## 相关影视剧
- 《風之國》（바람의나라），主演宋一國

## 资料来源
1. ↑  《三國史記》卷14：“母松氏　多勿國王松讓女也”
2. ↑  《三國史記》卷14：“二十年　王袭乐浪　灭之”